# Trichophaga
Genre
Trichophaga est un genre d'insectes lépidoptères (papillons) de la famille des Tineidae. Leurs chenilles se nourrissent de matières organiques sèches.

## Liste des espèces
Selon EOL (26 janvier 2016) :
- Trichophaga bipartiella (Ragonot, 1892) — présente en Europe
- Trichophaga cuspidata Gozmány, 1967
- Trichophaga mormopis Meyrick, 1935
- Trichophaga robinsoni Gaedike & Karsholt, 2001 — présente en Europe
- Trichophaga scandinaviella Zagulajev, 1960 — présente en Europe
- Trichophaga swinhoei (Butler, 1884)
- Trichophaga tapetzella (Linnaeus, 1758) — la Mite des tapis, présente en Europe
- Trichophaga ziniella Zagulajev, 1960